# Nudaurelia gueinzii
Nudaurelia gueinzii is een vlinder uit de familie nachtpauwogen (Saturniidae), onderfamilie Saturniinae.
De wetenschappelijke naam van de soort is, als Antheraea gueinzii, voor het eerst geldig gepubliceerd door Staudinger in 1872.

## Andere combinaties
- Antheraea gueinzii Staudinger, 1872
  - Imbrasia gueinzii (Staudinger, 1872)